# لوکسیکا کومکوم
 لوکسیکا کومکوم (تایلندی: ลักษิกา คำขำ؛ زادهٔ ۲۱ ژوئیهٔ ۱۹۹۳) یک تنیس‌باز اهل تایلند است.